# マサトシ
マサトシ（まさとし）は、日本の音楽ユニット。2010年結成。

## 概要
グループ・サウンズ風サウンドで、青春真っ只中の男子の心情を歌う音楽ユニット。

## メンバー
鎌田雅人（かまた　まさと、1971年2月7日 - ）
ボーカル・ベース。
1998年、waterのキーボーディストとしてメジャー・デビュー。
第42回日本レコード大賞優秀作品賞受賞（「LOVE 2000」）。
バンドの楽曲の全ての楽曲は彼の作詞・作曲によるもの。
尾上サトシ（おのうえ さとし、1967年8月1日 - ）
ボーカル・ギター。
1988年、KATZEのギタリストとしてメジャー・デビュー。
金子麻美（かねこ　あさみ、1982年6月29日 - ）
コーラス・ボーカル。
オーディション番組「歌スタ!!」にて鎌田が発掘し、全面的にプロデュースするボーカリスト。
コーラスパートの殆んどの歌詞は、「パパパヤ」である。2011年12月8日に、準メンバーからメンバーに昇格。理由は「マサトシの崇高なスピリットを持つ者」と鎌田に認定されたため。

## サポートメンバー（東京）
- キーボード：大塚利恵
- ドラム：田中真二